# Adewale Ayuba
Adewale Ayuba ou Mr. Johnson (Ikenne, Ogun, 06-05-1966 - ) é um cantor nigeriano de Ikenne Remo, estado de Ogun. Sua banda é popularmente referida como "Bonsue Fuji." Ele é conhecido por tocar uma desenvolvida forma de were music ou ajisari chamada Fuji, que usa (percussive kettle) tradicional e tambor falante com uma influência islâmica para vocais chamada e resposta.